# Dorneşti
Dorneşti é uma comuna romena localizada no distrito de Suceava, na região de Bucovina. A comuna possui uma área de 32.34 km² e sua população era de 4503 habitantes segundo o censo de 2007.